# Hemixos castanonotus
Hemixos castanonotus é uma espécie de ave da família Pycnonotidae.
Pode ser encontrada nos seguintes países: China, Hong Kong e Vietname.
Os seus habitats naturais são: florestas subtropicais ou tropicais húmidas de baixa altitude.